# Rae (Estland)
Rae vald (deutsch: „Gemeinde Rae“, früher: Johannishof) ist eine Landgemeinde im estnischen Kreis Harju mit einer Fläche von 206,7 km². Sie hat 25.399 Einwohner (Stand: 1. Januar 2025).

## Geografie
Die Gemeinde Rae grenzt unmittelbar südöstlich an Tallinn und erstreckt sich 25 km in südöstliche Richtung.
Neben dem Hauptort Jüri (3350 Einwohner) und den Minderstädten (estnisch Alevik) Vaida, Assaku, Lagedi und Peetri gehören zur Gemeinde die 27 Dörfer Aaviku, Aruvalla, Järveküla, Kadaka, Karla, Kautjala, Kopli, Kurna, Lehmja, Limu, Pajupea, Patika, Pildiküla, Rae, Salu, Seli, Soodevahe, Suuresta, Suursoo, Tuulevälja, Ülejõe, Urvaste, Vaidasoo, Vaskjala, Veneküla und Veskitaguse.

## Geschichte
Die Dörfer Karla und Lehmja wurden bereits 1241 urkundlich erwähnt. Das Herrenhaus von Lehmja wurde 1622 errichtet, der Ort jedoch 1765 fast vollständig zerstört. Von 1713 bis 1748 war Anton thor Helle Pastor von Jüri. Seine Übersetzung der Bibel in die nordestnische Schriftsprache erschien 1738.
Die heutige Gemeinde Rae vald ging 1991 aus dem Gemeindeverband Rae külanõukogu hervor (früher Sommerlingi külanõukogu).

## Wirtschaft und Infrastruktur
Die Wirtschaft in der Gemeinde Rae profitiert von der Nähe zur größten estnischen Stadt Tallinn. So befinden sich im Dorf Kurna viele Einkaufsmöglichkeiten, darunter IKEA und das 2024 eröffnete Einkaufszentrum Kurna Park.
Durch die Gemeinde Rae führen die Straßen Põhimaantee 2 und Põhimaantee 11 mit jeweils mehreren Abfahrten auf dem Gemeindegebiet. Am nördlichen Rand der Gemeinde befindet sich der Bahnhof Lagedi, derzeit der einzige. Derzeit wird hier die Bahnstrecke Rail Baltica überwiegend in Tieflage gebaut. In dem Zusammenhang entstehen ein Haltepunkt in Assaku und ein Güterbahnhof in Soodevahe.
Das Gemeindegebiet reicht bis an den Zaun des Flughafens Tallinn-Lennart Meri, dem größten in Estland.   